# Preah Vihear (tempel)

Plattegrond

De tempel Preah Vihear (Thai: ปราสาทพระวิหาร) is een ruïne van een hindoeïstisch tempelcomplex uit de Khmerperiode in het noorden van Cambodja, op de grens met Thailand. Het complex is 800 meter lang en ligt op de rand van het 525 meter hoge escarpment van het Dongrekgebergte, hoog boven de Cambodjaanse vlakte. Het is gewijd aan de god Shiva. In het hoofdgebouw is dan ook een lingam te vinden.
Het complex is op het noorden gericht. Dit is ongebruikelijk. Hindoeïstische tempels zijn gewoonlijk op het oosten gericht.

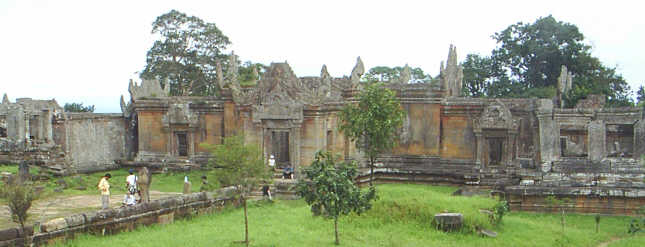
Zuidzijde van de tempel

## Geschiedenis
Het complex werd in de 9e eeuw gebouwd, mogelijk in opdracht van koning Jayavarman II of Yasovarman I. In de loop van 300 jaar werd het complex vervolgens uitgebreid.
Sinds 2018 hebben de VS bijgedragen aan restauratiewerkzaamheden. Daarnaast zijn specialisten uit India, België, Japan, Frankrijk en Canada aan het werk geweest, zowel bij het verwijderen van landmijnen als bij de restauratiewerkzaamheden. In maart 2023 zegde China toe eveneens een bijdrage te willen leveren aan de instandhouding van de tempel.

## Grensconflict
De tempel ligt in het grensgebied tussen Cambodja en Thailand. De vraag in welk land deze nu precies ligt, is al jaren onderdeel van het grensconflict tussen de beide landen. In 1962 besliste het Internationaal Gerechtshof in Den Haag dat het bouwwerk bij Cambodja hoorde.

### 2008-2013
Toen de tempel in 2008 werd toegevoegd aan de Werelderfgoedlijst van UNESCO laaide het conflict weer op. Thailand betwist de uitspraak van het Hof niet, maar claimt het gebied dat rondom de tempel ligt, dat vanuit Thais grondgebied veel eenvoudiger is te bereiken dan vanuit Cambodjaans grondgebied. Beide landen hebben troepen in de omgeving van de tempel gelegerd, die af en toe slaags raken.
In februari 2011 nam de onrust over het gebied rondom de tempel toe. Tijdens de gevechten tussen Thaise en Cambodjaanse militairen stortte een vleugel van de tempel in. Tevens vielen er tientallen doden bij de beschietingen en raakten tienduizenden burgers op de vlucht. Cambodja legde de zaak daarop voor aan het Internationaal Gerechtshof, dat in 2011 eerst bepaalde dat beide landen hun troepen moesten terugtrekken. Op 11 november 2013 wees het Internationaal Gerechtshof de soevereiniteit over het hele territorium van de tempel toe aan Cambodja. Behalve een demilitarisering van het gebied gelastte het hof ook het toelaten van waarnemers van de ASEAN, het samenwerkingsverband van Zuidoost-Aziatische staten.

### 2025-heden
In mei en juli 2025 escaleerden de spanningen opnieuw, met schotenwisselingen, het inzetten van gevechtsvliegtuigen en het leggen van landmijnen, waarbij doden en gewonden vielen aan beide zijden. Beide landen beschuldigen elkaar van agressie en het overtreden van afspraken over grenspatrouilles. Op 28 juli werd op een ASEAN-top een akkoord tot staakt-het-vuren bereikt, onder impuls van voorzitter Maleisië.
- Gemeinsame Normdatei: 4688085-9
- Library of Congress Control Number: n85336370
- Nationale Bibliotheek van Israël: 987007594786905171
- Virtual International Authority File: 153681184
- WorldCat: E39PBJbCVqH9twgQcbmWd8YpT3